# جاوید مقدس صدقیانی
جاوید مقدس (۱۹۶۳) ؛ نقاش، نویسنده ایرانی.
فارغ‌التحصیل رشته مهندسی متالورژی - کارشناسی ارشد. جاوید مقدس تا کنون با برپایی شانزده نمایشگاه انفرادی نقاشی در کشورهای اروپایی و با شرکت در بیش از سی نمایشگاه گروهی به اتفاق هنرمندان کشورهای مختلف دنیا و به دعوت کمیته برگزاری بینال‌های بین‌المللی با شرکت در آن‌ها در عرصه معرفی هنر معاصر ایران فعالیت نموده است.
جاوید مقدس نویسنده کتاب دایره سپهر می‌باشد. کتاب حاوی بررسی در حیطه جهان‌بینی علمی-ادبی و همچنین رساله سلسله ترتیب خیام است، مقاله سلسله ترتیب را خیام با بهره‌جویی از دیدگاه‌ها و نقطه نظرهای فلسفی ابن سینا تدوین نموده است. کتاب مذکور مشتمل بر: متن کامل و تصحیح شدهٔ رباعیات خیام و استخراج رباعیاتی که به دیگر شاعران نسبت داده می‌شوند و مطالبی با نام حکیم عمرخیام به روایت متون کهن، متن کامل اشعار عربی خیام، رسالهٔ سلسلهٔ ترتیب، و هم‌چنین ترجمهٔ رسالهٔ وجود ابن سینا توسط خیام است که نگارنده کوشیده ضمن پیرایش مطالب چهره‌ای واقعی از خیام نشان دهد.
جاوید مقدس سردبیر مجله هنرهای تجسمی بنام سی آرت (Cey Art-Cey Sanat) در ترکیه بوده که یک مجله در زمینه تئوری هنرهای معاصر است. او همچنین سردبیر مجله شعر (kirpi şiir) می‌باشد که در ترکیه چاپ شده و در چند کشور مختلف پخش می‌گردد.
جاوید مقدس کتاب ترازنامه دوسالانه استانبول ("One of the Biennial of a Balance Sheet -10.th ISTANBUL BIENNAL:Bir Bienal Bir Bilanço")را با هدف بررسی تئوریک دهمین بینال استانبول منتشر نموده.
در زمینه معرفی شاعران بزرگ و معاصر ایران در عرصه ادبیات جهان، اشعار فروغ فرخزاد، سهراب سپهری، احمد شاملو، مولانا؛ عطار، خیام و برگزیده‌ای از غزل‌های حافظ را ترجمه نموده است. هر سه کتاب که حاوی ترجمه اشعار سهراب سپهری، فروغ و شاملو می‌باشد، از سوی مؤسسه انتشاراتی YKY در ترکیه به چاب رسیده است.
آثارنقاشی جاوید مقدس در موزه‌های دولتی-خصوصی کشورهای ترکیه- استانبول، بلغارستان، آلمان، فرانسه، انگلستان، ژاپن، روسیه، مقدونیه موجود است.

## آثار
- کتاب "دایره سپهر"(بررسی جهان بینی علمی خیام، به همراه تصحیح دقیق رباعیات، دو مقاله فلسفی خیام، متن کامل اشعارخیام به زبان عربی)- نشر چشمه، تهران ۱۳۸۵
- کتاب «سیری در زندگی وآثار وینسان ونگوگ». (نقد و تحلیل هنرونگوگ ازدیدگاه فلسفی وادبی وتاثیرش در تاریخ هنر). نشر نظر (بدون)، تهران ۱۳۹۵